# Светлое (озеро, Карабалыкский район)
Светлое — озеро в Карабалыкском районе Костанайской области Казахстана. Находится в 6 км к северу от села Михайловка и в 5 км южнее Светлого.
По данным топографической съёмки 1958 года, площадь поверхности озера составляет 4,9 км². Наибольшая длина озера — 2,4 км, наибольшая ширина — 2,4 км. Длина береговой линии составляет 9,1 км, развитие береговой линии — 1,15. Озеро расположено на высоте 213,9 м над уровнем моря.